# Иван (фильм, 1932)
«Ива́н» — советский полнометражный художественный фильм 1932 года, снятый режиссёром Александром Довженко. Вышел на экраны 6 ноября 1932 года
Особое упоминание среди фильмов советской кинопрограммы, удостоенной приза на МКФ в Венеции (1934).

## Сюжет
На фоне грандиозного строительства первой пятилетки — сооружения Днепрогэса — рассказывается типичная история становления деревенского парня, который приходит на строительство ГЭС, становится передовым рабочим, коммунистом.

## В ролях
- Пётр Масоха — Иван
- Степан Шагайда — отец Ивана
- Константин Бондаревский — комсомолец Иван
- Степан Шкурат — Губа, отец комсомольца Ивана
- Дмитрий Голубинский — секретарь парткомитета
- Александр Запольский — подрядчик
- Терентий Юра — обыватель
- Феодосия Барвинская — жена обывателя
- Николай Надемский — старый крестьянин
- Александр Хвыля — военный оратор
- Елена Голик — мать погибшего рабочего
- Михаил Горнатко — начальник строительства
- Пётр Пастушков — секретарь парткома
- Феодосия Барвинская — жена прораба

## Съёмочная группа
- Автор сценария и режиссёр — Александр Довженко
- Операторы: Даниил Демуцкий, Юрий Екельчик, Михаил Глидер
- Художник — Юрий Хомаза
- Композиторы: Игорь Бэлза, Юлий Мейтус, Борис Лятошинский
- Звукооператор — Александр Бабий
- Ассистент режиссёра — Юлия Солнцева

## Критика
Виктор Шкловский назвал фильм творческой неудачей режиссёра, и в частности в связи с тем, что персонаж Ивана остался непонятен широкому зрителю. Такую точку зрения разделяли и другие критики, но Эсфирь Шуб, не согласная с такой постановкой вопроса, выразилась следующим образом: «Все выступающие находят, что „Иван“ — огромное произведение искусства и вместе с тем неудача». Советский документалист отвергает такую позицию, так как, по её мнению, настоящее произведение искусства несовместимо с неудачей мастера. По её оценке, фильм представляет собой «замечательное произведение искусства»: «Я считаю безоговорочно, что „Иван“ — удача, удача не только замечательного мастера, каким является Довженко, но удача нашей советской кинематографии».